# Divine Intervention Tour
Il Divine Intervention Tour è il decimo tour mondiale della cantautrice statunitense Bette Midler, a supporto del suo quattordicesimo album in studio, It's the Girls!.
È il primo tour nelle arene dopo il Kiss My Brass Tour, terminato nel 2005 in Australia, e dopo l'enorme successo dello spettacolo The Showgirl Must Go On, tenutosi nella città di Las Vegas dal 2008 al 2010. È il primo tour che la cantante intraprende, al di fuori del continente americano, da oltre 20 anni.

## Scaletta
1. "Divine Intervention"
2. "I Look Good"
3. "I've Still Got My Health"
4. "Tenderly"
5. "Throw It Away"
6. "Be My Baby"
7. "Tell Him"
8. "He's Sure the Boy I Love"
9. "Da Doo Ron Ron"
10. "Bei mir bist du schön"
11. "Waterfalls"
12. "Teach Me Tonight"
13. "Everybody Knows"
14. "I Think It's Going to Rain Today"
15. "I Put a Spell on You"
16. "Optimistic Voices"
17. "Bird in the Hand"
18. "Beast of Burden"
19. "Spring Can Really Hang You Up the Most"
20. "Miss Otis Regrets"
21. "The Rose"
22. "From a Distance"
23. "Stay With Me"
24. "Wind Beneath My Wings"
25. "Boogie Woogie Bugle Boy"
26. "Friends" (solo negli ultimi 4 concerti)
27. "Soul To Soul" (solo nell'ultima data londinese)

## Date del tour
| 287.143 / 287.143 (100%) |
| ------------------------ |

| $36.643.276 |
| ----------- |